# Mont-de-l'If
Mont-de-l'If era una comuna francesa situada en el departamento de Sena Marítimo, de la región de Normandía, que el 1 de enero de 2016 pasó a ser una comuna delegada de la comuna nueva de Saint-Martin-de-l'If al fusionarse con las comunas de Betteville, Fréville y La Folletière.

## Demografía
| Gráfica de evolución demográfica de Mont-de-l'If entre 1800 y 2013 |
|                                                                    |

Los datos demográficos contemplados en este gráfico de la comuna de Mont-de-l'If se han cogido de 1800 a 1999 de la página francesa EHESS/Cassini, y los demás datos de la página del INSEE.